# Editorial Universidad del Rosario
La Editorial del Colegio Mayor de Nuestra Señora del Rosario (Editorial Universidad del Rosario) dependencia editora de la Universidad del Rosario (Bogotá, Colombia), tiene como misión publicar textos producto de la labor científica y docente. Los textos garantizarán una investigación rigurosa y contribuirán de forma decidida con la docencia y con el trabajo investigativo, de tal forma que permita un beneficio para la sociedad, con un máximo sentido de responsabilidad. Con este fin coordina, administra y comercializa los proyectos editoriales, siempre buscando la construcción de lo académico en relación con la sociedad.
Desde el año 2008, la Editorial está certificada bajo la norma ISO 9001 que otorga excelencia en sus procesos y servicios. Es la primera editorial universitaria en recibir esta distinción para su gestión de edición y comercialización en Colombia. Todo esto, deriva en una excelente atención a autores y lectores además, de una mayor visibilidad del sello editorial.

## Libros y revistas científicas
La Editorial Universidad del Rosario ha logrado reconocimiento por la calidad académica y editorial de las publicaciones gracias a su consolidación y a la promoción de su fondo editorial impreso y digital, a las coediciones, a su catálogo en línea, al portal de las revistas de la Universidad (OJS) y al proyecto Cognoscere-Sapere (visibilidad y conocimiento en América Latina). La Editorial publica libros productos de investigación y coordina la publicación de las publicaciones periódicas académicas de la universidad.
Todo esto obedece a un ejercicio de planificación, en el que prima el servicio a la comunidad académica y a la sociedad, para la difusión de conocimiento pertinente para el desarrollo económico, social, político y cultural del país.

## Políticas editoriales
Mediante el Decreto Rectoral 901 de 2006 se adopta para el Centro Editorial el nombre más adecuado, de acuerdo con las condiciones vigentes en el medio universitario.
Mediante el Decreto Rectoral 954 de 2007 se adoptan las políticas editoriales de la Editorial Universidad del Rosario. El Decreto Rectoral 1100 de 2010 que modifica los artículos 4, 6 y 10, y se deroga el artículo 14 del Decreto Rectoral No. 954 del 7 de febrero de 2007.
El Decreto Rectoral 1254 de 2013 por medio del cual se adopta el nuevo reglamento de Publicaciones de la Editorial Universidad del Rosario.

## Equipo editorial
- Juan Felipe Córdoba Restrepo, director editorial
- Ingrith Torres Torres, jefe editorial
- Juan Carlos Ruiz Hurtado, coordinador administrativo, difusión y comercial
- Tatiana Morales Perdomo, profesional publicaciones periódicas (revistas, documentos)
- Claudia Patricia Méndez Rátiva, Profesional de marketing científico
- Silvia Escobar Rozo, asistente editorial (libros)
- Diego A Garzon-Forero, gestor de divulgación académica
- Gloria Gómez, asistente administrativa
- María Stella Madariaga Pineda, asesora comercial
- Feliz Antonio Barreto, auxiliar administrativo